# Maqellara
Maqellara (albanisch auch Maqellarë, mazedonisch Макелара Makelara oder Маќелари Makjelari) ist ein Dorf in der Gemeinde (bashkia) Dibra, die zum Qark Dibra gehört, im nordöstlichen Albanien.
Bis zum Sommer 2015 bildete Maqellara mit einigen umliegenden Dörfern eine eigenständige Gemeinde (komuna). Heute ist sie eine Njësia administrative innerhalb der Gemeinde Dibra.

## Geographie

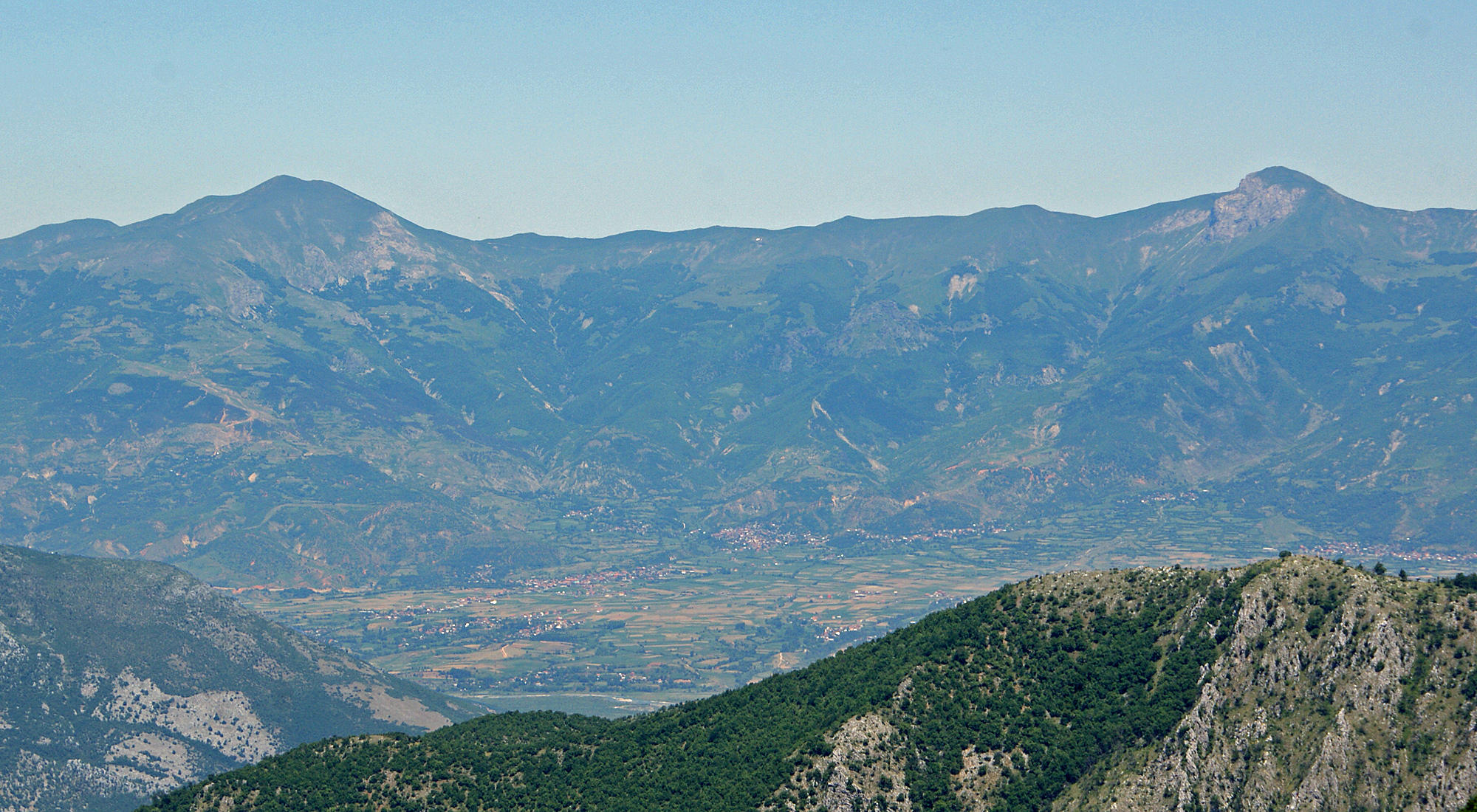
Gebiet rund um Maqellara mit der Maja e Velivarit (links) und der Maja e Kërçinës von Südwesten

Maqellara liegt in der historischen Region Dibra auf halbem Weg zwischen der Stadt Debar (alb. Dibra) in Nordmazedonien und der albanischen Stadt Peshkopia. Die Grenze zu Nordmazedonien ist nur ein paar Kilometer entfernt. Maqellara liegt im fruchtbaren Tal des Schwarzen Drin auf einer Terrasse auf der Ostseite des Flusses. Der Ort ist rund 60 Kilometer Luftlinie von der albanischen Hauptstadt Tirana entfernt; auf der Straße ist aber eine rund 160 Kilometer lange Strecke durch die Berge zu bewältigen.
Östlich der Terrasse erhebt sich steil das Östliche Randgebirge, die südlichen Ausläufer des Korabgebirges. Der 2343 m ü. A. hohe Berg Kërçin überragt das Dorf, das auf rund 600 Meter Höhe liegt. Die Maja e Velivarit im Nordosten ist mit 2372 m ü. A. der höchste Berg auf dem Gebiet der ehemaligen Gemeinde. Der tiefste Punkt ist in der Drin-Schlucht im Nordwesten auf rund 410 m ü. A.
Zur Gemeinde von Maqellara gehörte neben dem eigentlichen Dorf noch 21 weitere Ortschaften. Davon sind die Dörfer Burim, Kllobçisht und Pocest ähnlich groß oder sogar größer als Maqellara. Rund 89 Hektar des Gemeindegebiets von 87,3 Quadratkilometer waren Wald und 2950 Hektar landwirtschaftliche Flächen.

## Bevölkerung
Die Njësia administrative von Maqellara hat 8705 Einwohner (Volkszählung 2023). Das entspricht einem Rückgang von rund 15 % in zwölf Jahren im Vergleich zur Volkszählung von 2011 mit 10.662 Einwohnern. Der Ort ist neben Albanern auch von ethnischen Mazedoniern bevölkert. Genaue Zahlen zur ethnischen Verteilung liegen nicht vor. Verbreitete Religionen sind insbesondere der Islam und das katholische Christentum.

## Geschichte
Erstmals erwähnt wurde Maqellara 1467 in einem osmanischen Register. Demnach gab es im Dorf damals sieben Häuser.
Die im 16. Jahrhundert errichtete Allajbeg-Moschee im Dorf Burim und die aus vorosmanischer Zeit stammende Verklärungskirche im Dorf Herbel zählen zu den nationalen Kulturdenkmäler Albaniens.

## Wirtschaft und Infrastruktur
Die Einwohner sind mehrheitlich in der Landwirtschaft beschäftigt. Viele Bewohner sind infolge von Arbeitslosigkeit und Armut in die Hauptstadt Tirana oder in den Westen ausgewandert.
Die Region ist wirtschaftlich rückständig und es fehlen Investitionen in die Infrastruktur. Die albanische Nationalstraße SH 6 führt westlich des Dorfes vorbei nach Peshkopia. Eine schnellere Verbindung nach Tirana stellt die noch nicht ganz vollendete Rruga e Arbërit dar, die über weite Strecken schon für den Verkehr freigegeben wurde.
Über den Grenzübergang Bllata ist Maqellara mit dem keine zehn Kilometer entfernten nordmazedonischen Städtchen Debar verbunden.